# Ugo Crousillat
Ugo Crousillat (Marseille, 1990. október 27. –) francia válogatott vízilabdázó, a Szolnoki Dózsa-KÖZGÉP játékosa. 2013 és 2014 között a montenegrói válogatott tagja volt, mellyel 2013-ban világbajnoki ezüstérmet szerzett. 2017-ben bajnokok ligáját nyert.